# Serpentine
Serpentine – sztuczny zbiornik wodny znajdujący się w Hyde Parku, w Londynie. Został stworzony około 1730 roku na polecenie królowej Karoliny. Serpentine łączy się na zachodzie ze zbiornikiem The Long Water.
Zbiornik powstał przez spiętrzenie wód strumienia Westbourne. Strumień ten był już wcześniej podpiętrzany w celu utworzenia stawów będących wodopojami dla zwierzyny hodowanej w parkach Kensington i Hyde na potrzeby królewskich polowań. W późniejszym okresie został orurowany i stał się strumieniem podziemnym. Współcześnie zbiornik zasilany jest wodami gruntowymi i opadowymi. Nie ma powiązań z systemem kanalizacji.
Sztuczne jezioro powstało po roku 1728, kiedy z inicjatywy królowej Karoliny rozdzielono parki Kensington i Hyde, co wiązało się z pracami ziemnymi. Serpentine jest jednym z pierwszych sztucznych zbiorników w Anglii, które nie mają prostej formy geometrycznej, tylko przypominają naturalne jezioro. W 1814, roku pokonania Napoleona, było ono centralnym punktem fetowania zwycięstwa pod Trafalgarem. Kilka lat później ugruntowano rozdzielenie parków, wytyczając między nimi drogę West Carriage Drive, której częścią stał się most nad Serpentine wybudowany przez Johna Renniego młodszego.
Od 1864 roku działa Serpentine Swimming Club, jedna z najstarszych angielskich organizacji sportowych. Od początku organizuje wyścigi pływackie na różnych dystansach. Jeden z nich organizowany na dystansie 100 jardów w Bożonarodzeniowy poranek został nazwany wyścigiem o Puchar Piotrusia Pana ze względu na wkład sponsora – Jamesa Barriego, twórcy postaci Piotrusia Pana. Od 1930 na Serpentine funkcjonuje pływalnia Lido. Jej powstanie, a konkretnie budowa infrastruktury z przebieralniami, ułatwiło aktywność pływacką kobietom. Od 1998 działa na niej kąpielisko wyznaczone zgodnie wymogami dyrektywy kąpieliskowej. Jest to obszar o długości ok. 100 m i szerokości ok. 30 m położony przy południowym brzegu zbiornika. Jakość wody według kryteriów kąpieliskowych klasyfikowano zwykle jako dostateczną, tylko w 1999 ocena była niedostateczna. Na taką ocenę roczną miały wpływ pojedyncze przypadki podwyższonej liczby enterokoków jelitowych i pałeczki okrężnicy. Podczas Letnich Igrzysk Olimpijskich 2012 rozgrywano na nim dwie konkurencje pływackie oraz triathlon.
W XXI w. zbiornik nie jest legalnym odbiornikiem żadnych ścieków. Zakwity stwierdzane są stosunkowo rzadko i przez służby środowiskowe nie były uważane za niebezpieczne, podobnie jak zaśmiecenie. Co jakiś czas stwierdzane jest zanieczyszczenie kałem, ale analizy wykazały, że jego źródłem były ptaki wodne.